# 孙仪之
孙仪之（1906年—1986年6月），安徽六安城区人。中国人民解放军开国少将。

## 生平
早年在安徽和青岛教会医院学医。任国民党第五十二师第六团卫生队队长。中央苏区第四次反“围剿”的黄陂战役中与师军医处处长李延年、第四团卫生队队长李鸿才和第五团卫生队队长俞翰西等一起被俘，并与李延年、俞翰西参加中国工农红军，分配到红军卫生学校任教。孙仪之先后任红军卫生学校教员、教务主任，负责病理学和内科学教学，起草编写了《卫生法规》，并由中革军委总卫生部颁布实施。长征时，任干部休养所医生，照顾董必武、徐特立、谢觉哉、成仿吾、邓颖超等部。贺子珍遭敌机轰炸受伤后，孙仪之和李治冒着敌机扫射就地为其救治。长征途中，被提任为红军卫生学校教务主任。到达陕北后，升任为红军卫生学校副校长。1936年8月加入中国共产党。
抗日战争时期，历任中国人民抗日军政大学校务部卫生处处长，卫生部副主任、主任、副部长、代理部长，八路军总部卫生部部长兼政治委员。
解放战争时期，历任中共北满分局代理秘书长，北满军区卫生部部长，东北军区卫生部副部长，东北野战军、第四野战军卫生部部长。
中华人民共和国成立后，历任中南军政委员会卫生部部长兼中南军区卫生部部长，中国人民解放军总后勤部卫生部副部长、部长，第五届全国政协委员。获二级八一勋章、一级独立自由勋章、一级解放勋章。1955年，授予中国人民解放军少将。